# Gornji Podgradci
Gornji Podgradci (en cirílico: Горњи Подградци) es una aldea de la municipalidad de Gradiška, Republika Srpska, Bosnia y Herzegovina.

## Población
| Composición de la Población - Aldea de Gornji Podgradci | Composición de la Población - Aldea de Gornji Podgradci | Composición de la Población - Aldea de Gornji Podgradci | Composición de la Población - Aldea de Gornji Podgradci | Composición de la Población - Aldea de Gornji Podgradci |
| ------------------------------------------------------- | ------------------------------------------------------- | ------------------------------------------------------- | ------------------------------------------------------- | ------------------------------------------------------- |
|                                                         | 2013                                                    | 1991                                                    | 1981                                                    | 1971                                                    |
| Total                                                   | 1988                                                    | 2378 (100,0%)                                           | 2155 (100,0%)                                           | 1951 (100,0%)                                           |
| Varones                                                 | 822                                                     | -                                                       | -                                                       | -                                                       |
| Mujeres                                                 | 866                                                     | -                                                       | -                                                       | -                                                       |
| Bosniacos                                               | -                                                       | 3 (0,126%)                                              | 5 (0,232%)                                              | 4 (0,205%)                                              |
| Serbios                                                 | 1657                                                    | 2231 (93,82%)                                           | 2024 (93,92%)                                           | 1908 (97,80%)                                           |
| Croatas                                                 | 11                                                      | 30 (1,262%)                                             | 25 (1,160%)                                             | 27 (1,384%)                                             |
| Bosnio                                                  | -                                                       |                                                         |                                                         |                                                         |
| Gitanos                                                 | -                                                       |                                                         |                                                         |                                                         |
| Musulmanes                                              | -                                                       |                                                         |                                                         |                                                         |
| Montenegrinos                                           | -                                                       |                                                         |                                                         | 1 (0,05%)                                               |
| Macedonios                                              | -                                                       |                                                         |                                                         |                                                         |
| Albaneses                                               | -                                                       |                                                         | 2 (0,093%)                                              | 2 (0,1%)                                                |
| Yugoslavos                                              | 5                                                       | 54 (2,271%)                                             | 94 (4,36%)                                              | 3 (0,154%)                                              |
| Ukranianos                                              | 1                                                       |                                                         |                                                         |                                                         |
| Eslovenos                                               | -                                                       |                                                         |                                                         |                                                         |
| Otros                                                   | 3                                                       | 60 (2,523%)                                             | 5 (0,232%)                                              | 6 (0,308%)                                              |
| Sin declarar                                            | 10                                                      | -                                                       | -                                                       | -                                                       |
| Desconocidos                                            | 1                                                       | -                                                       | -                                                       | -                                                       |